# Claude Tillier
Claude Tillier (n. Clamecy, Nièvre, Francia; 11 de abril de 1801 - f. Nevers, Francia; 12 de octubre de 1844) fue un panfletista y novelista francés.

## Biografía
Claude Tillier nace en Clamecy, en el departamento de Nièvre, Francia, hijo de un cerrajero.  Inicia sus estudios en Clamecy, terminando en 1820 en el Liceo de Bowiges, pensionado por su pueblo natal.  Se hizo supervisor tras seis años de servicio militar.  En 1823, participa en la guerra de España.  Al regresar a Clamecy en 1828, se casa y tiene cuatro hijos.  Abre en Clamecy una escuela privada, en donde recibe alrededor de cincuenta alumnos, los cuales veinte eran hijos de burgueses, otros veinte de comerciantes, y una decena de hijos de obreros.  Por la noche ofrece cursos en los cuales recibe analfabetos quienes se hallan ocupados todo el día en sus faenas, ya sea en el puerto o en los talleres, lo que le vale la gratitud de la gente humilde.
A partir de 1831, trabajó al mismo tiempo como periodista del diario opositor L'Indépendant en Clamecy. Claude Tillier, de ideales republicanos y decepcionado por la revolución de 1830 y la sociedad burguesa personificada por Luis Felipe, hace feroces críticas en contra de los nobles locales, atrayéndose numerosos enemigos.  De esta forma, los burgueses, seguidos después por los comerciantes, retiran a sus hijos de la escuela.  Solo asisten los hijos del proletariado, sin embargo la remuneración de estos no es suficiente para mantener a su familia.
Decide escribir para L'Association, diario democrático de Nevers, para el que escribió en forma de folletín, en el cual criticó personalidades de renombre, las instituciones y la religión. Publica su primer panfleto en este diario en 1840.  En 1841, Claude Tillier publica en este diario su Lettres au système sur la réforme électorale proponiendo el sufragio universal con un concepto similar al de Louis Blanc.  A partir de 1842 empieza a publicar en L'Association su obra maestra, Mi tío Benjamín, en folletín.  Después de cinco o seis años de colaboración más o menos continua acepta la jefatura de redacción, trasladándose con su familia a Nevers.  Murió el 12 de octubre de 1844 de una enfermedad de pecho en la ciudad de Nevers.

## Obras
- Panfletos (Pamphlets, 1840)
- Bellaplanta y Cornelio (Belle-Plante et Cornélius, 1841)
- Mi tío Benjamin (Mon Oncle Benjamin, 1843)

- Datos: Q613164
- Multimedia: Claude Tillier / Q613164
- Textos: Autor:Claude Tillier